# Richard Wilkinson (egittologo)
Richard Herbert Wilkinson (Inghilterra, 1951) è un egittologo inglese naturalizzato statunitense.

## Biografia
Ottenuto le cariche di Regents' Professor Emeritus e Ph.D. presso l'Università dell'Arizona, è stato direttore fondativo della prima spedizione archeologica della sua università in Egitto (University of Arizona Egyptian Expedition).
Ha condotto scavi e ricerche in Egitto per venticinque anni, interessandosi alla Valle dei Re, e recentemente si è occupato del tempio reale di Tausert, una regina della XIX dinastia che regnò come un faraone.
Wilkinson gestisce diversi uffici professionali: membro fondatore della Directory of North American Egyptologists e della loro pubblicazione Journal of Ancient Egyptian Interconnections, testata dedicata all'interazione dell'antico Egitto con le coeve culture del Vicino Oriente e del Mediterraneo. Ha compilato diversi articoli e libri, e i suoi scritti sono stati tradotti in varie lingue.
Oggi è conosciuto come uno dei massimi esperti sul simbolismo egizio e sull'archeologia egizia.

## Pubblicazioni
- Reading Egyptian Art: A Hieroglyphic Guide to Ancient Egyptian Painting and Sculpture (1992);
- Symbol and Magic in Egyptian Art (1994);
- Valley of the Sun Kings: New Explorations in the Tombs of the Pharaohs (1995);
- The Complete Valley of the Kings in collaborazione con C. Nicholas Reeves (1996);
- The Complete Temples of Ancient Egypt (2000);
- The Complete Gods and Goddesses of Ancient Egypt (2003);
- Egyptology Today (2008);
- Egyptian Scarabs (2008);
- The Temple of Tausret (2011);
- Tausret:  Forgotten Queen and Pharaoh of Egypt (2012);
- The Oxford Handbook of the Valley of the Kings con Kent R. Weeks (2015);
- Pharaoh’s Land and Beyond: Ancient Egyptian Interconnections con Pearce Paul Creasman (in stampa);